# Cambarus howardi
Cambarus howardi är en kräftdjursart som beskrevs av Hobbs och Hall 1969. Cambarus howardi ingår i släktet Cambarus och familjen Cambaridae. IUCN kategoriserar arten globalt som livskraftig. Inga underarter finns listade i Catalogue of Life.